# Słowikowa
Słowikowa – wieś w Polsce położona w województwie małopolskim, w powiecie nowosądeckim, w gminie Korzenna. W latach 1975–1998 miejscowość administracyjnie należała do województwa nowosądeckiego.

## Połozenie geograficzne
Słowikowa jest położona w okolicy Jeziora Rożnowskiego i Beskidu Sądeckiego, w regionie Pogórza Rożnowskiego, które rozciąga się pomiędzy dolinami rzek Dunajec i Biała. Najwyższymi wzniesieniami w okolicy jest Dąbrowska Góra (583 m) i leżąca w granicach Miłkowei Kobylnica  (579 m).

## Historia
Wieś powstała stosunkowo na początku XV wieku i od tego czasu do roku 1772 należała do powiatu sądeckiego. Jan Długosz w Liber Beneficiorum  z lat 1470-1480 wzmiankuje, że wieś należy do parafii p.w. św. Andrzeja Apostoła w Siedlcach. Właścicielem wsi był klasztor sióstr klarysek ze Starego Sącza . We wsi były łany kmiece. Dziesięcinę ze wsi oddawano biskupom krakowskim. Rejestry poborowe woj. krakowskiego z lat 1581–1629  potwierdzają poprzedni stan własnościowy. We wsi były 3,5 łana kmiecego (7 kmieci) oraz sołtysostwo na 1 łanie. Rejestr z 1680 roku nie podaje struktury wsi.
W końcu XIX wieku skonfiskowane dobra klarysek tworzyły wspólnie z gruntami wsi Siedlce posiadłości tabularne. Wieś liczyła 47 gospodarstw i 308 mieszkańców, w tym: 15 Żydów.

### Liczba mieszkańców 1861-1939
Na podstawie dostępnych "online" w elektronicznej bibliotece KUL Schematyzmów Diecezji Tarnowskiej można prześledzić liczbę katolików podawaną przez proboszczów z Siedlec. Poniższa tabela ilustruje dynamikę wzrostu w latach od 1861 do 1939 r. i nie uwzględnia osób wyznania mojżeszowego. 
| Rok  | Liczba katolików |
| 1861 | 116              |
| 1865 | 146              |
| 1870 | 268              |
| 1875 | 263              |
| 1880 | 301              |
| 1898 | 387              |
| 1914 | 506              |
| 1919 | 493              |
| 1925 | 507              |
| 1939 | 564              |

Obecnie, wg danych Urzedu Gminy Korzenna wieś liczy 302 mieszkańców.

## Wybitni mieszkańcy Słowikowej
Jan Karol Fyda (ur. 23 grudnia 1890 w Mystkowie k. Nowego Sącza, zm. 1944 w Sachsenhausen) – polski kompozytor, dyrygent i nauczyciel, nazywany "Straussem Wschodu".
Jan Fyda (1920-2017) „doktor Judym” ze Słowikowej
Był absolwentem Gimnazjum im. Jana Długosza w Nowym Sączu. Pochodził z patriotycznej rodziny i sam odznaczył się bohaterstwem, za co wieziony był przez gestapo. Uciekł z transportu do Oświęcimia). Po wojnie został zesłany na Sybir. Przerwane przez wybuch II wojny światowej studia medyczne w Krakowie ukończył w 1950 roku. Jego główną specjalnością była radiologia. Pracował w instytutach onkologii w Warszawie i Krakowie. Przez prawie pół wieku leczył mieszkańców Słowikowej i sąsiednich wiosek w gminie Korzenna, przez co na lata zapisał się w sercach lokalnej społeczności.